# Black Crypt
Black Crypt is een computerspel dat werd ontwikkeld door Electronic Arts en uitgegeven door Raven Software Corporation. Het spel kwam op 20 maart 1992 uit voor de Commodore Amiga. 

## Verhaal
Tweeëntwintig jaar geleden werd sterke geestelijke genaamd Estoroth Paingiver verbannen en opgesloten in een crypte. Hij heeft aan kracht gewonnen en bedreigt nu opnieuw het land van Astera. De speler speelt een team van vier avonturiers en heeft de opdracht de crypte te vinden en weer sluiten.

## Ontvangst
| Beoordeeld door                | Datum         | Score |
| ------------------------------ | ------------- | ----- |
| Info                           | februari 1992 | 100%  |
| Datormagazin                   | mei 1992      | 98%   |
| Amiga Action                   | maart 1992    | 93%   |
| Pelit                          | februari 1992 | 90%   |
| Amiga Joker                    | maart 1992    | 83%   |
| ASM (Aktueller Software Markt) | april 1992    | 75%   |
| Power Play                     | april 1992    | 71%   |
| AmigaInfo                      | juni 1996     | 60%   |